# Demidowo (Kaliningrad)
Demidowo (russisch Демидово, deutsch Groß Uderballen (1938–1945 Großudertal) und Augstupöhnen (1938–1945 Uderhöhe), litauisch Ūdrabaliai und Aukštupėnai) ist ein Ort in der russischen Oblast Kaliningrad. Er gehört zur kommunalen Selbstverwaltungseinheit Stadtkreis Gwardeisk im Rajon Gwardeisk. 

## Geographische Lage
Demidowo am Udergraben (russisch: Slawnaja) im östlichen Samland liegt an der Kommunalstraße 27K-174 von Slawinsk (Goldbach) an der Regionalstraße 27A-028 (ex R512) nach Ossinowka (Stampelken). Eine Bahnanbindung besteht nicht. Bis 1945 war Slawinsk die nächste Bahnstation an der Bahnstrecke Tapiau-Labiau (Gwardeisk-Polessk) der Wehlau–Friedländer Kreisbahnen, die nicht mehr in Betrieb ist.

## Geschichte

Groß Uderballen, östlich von Königsberg, auf einer Landkarte von 1910.

### Groß Uderballen (Großudertal)
Das einstige Groß Uderballen wurde 1684 als Schatulldorf gegründet. Im Jahre 1874 wurde der Ort in den neu errichteten Amtsbezirk Groß Fritschienen (russisch: Ostrikowo, nicht mehr existent) eingegliedert, der bis 1945 bestand und zum Kreis Wehlau im Regierungsbezirk Königsberg der preußischen Provinz Ostpreußen gehörte. 
In Groß Uderballen mit dem Ortsteil Klein Uderballen (1938–1945 Kleinudertal, russisch: Talalichino, nicht mehr existent) waren 1910 insgesamt 306 Einwohner gemeldet. Ihre Zahl betrug 1933 noch 252 und belief sich 1939 auf 255. Aus politisch-ideologischen Gründen wurde Groß Uderballen am 3. Juni 1938 (bestätigt am 16. Juli 1939) in „Großudertal“ umbenannt.

### Augstupöhnen (Uderhöhe)
Fünf Jahre nach Groß Uderballen wurde – ebenfalls als Schatulldorf – der Nachbarort Augstupöhnen gegründet. Auch er wurde 1874 dem neu gebildeten Amtsbezirk Groß Fritschienen (russisch: Ostrikowo, nicht mehr existent) zugeordnet und gehörte somit bis 1945 zum Kreis Wehlau im Regierungsbezirk Königsberg der preußischen Provinz Ostpreußen. 
Zu Augstupöhnen gehörte der Ortsteil Klein Grünlauken (russisch: Wekowoje, nicht mehr existent). Die Einwohnerzahl beider Orte belief sich 1910 auf 139, betrug 1933 noch 122 und 1939 bereits wieder 134. Augstupöhnen bekam am 3. Juni 1938 mit Bestätigung vom 16. Juli 1938 die Umbenennung in „Uderhöhe“.

### Demidowo
Nachdem der Ort Großudertal in Folge des Zweiten Weltkriegs mit dem nördlichen Ostpreußen der Sowjetunion zugeordnet worden war, bekam er 1947 (als Groß Uderballen) die russische Bezeichnung Demidowo und wurde gleichzeitig dem Dorfsowjet Slawinski selski Sowet im Rajon Gwardeisk zugeordnet. Allem Anschein nach ohne einen Erlass wurde auch das benachbarte Augstupöhnen/Uderhöhe mit in Demidowo einbezogen. Von 2005 bis 2014 gehörte Demidowo zur Landgemeinde Slawinskoje selskoje posselenije und seither zum Stadtkreis Gwardeisk.

## Kirche
Groß Uderballen mit Klein Uderballen (bzw. Großudertal mit Kleinudertal) sowie Augstupöhnen (bzw. Uderhöhe) mit Klein Grünlauken waren aufgrund ihrer mehrheitlich evangelischen Bevölkerung in das Kirchspiel der Kirche Goldbach (Ostpreußen) eingepfarrt. Es gehörte zum Kirchenkreis Wehlau (heute russisch: Snamensk) in der Kirchenprovinz Ostpreußen der Kirche der Altpreußischen Union. Letzter deutscher Geistlicher war Pfarrer Ernst Struwe.
Heute liegt Demidowo im Einzugsbereich der neu entstandenen evangelisch-lutherischen Gemeinde in Gwardeisk (Tapiau), einer Filialgemeinde der Auferstehungskirche in Kaliningrad (Königsberg) in der Propstei Kaliningrad der Evangelisch-lutherischen Kirche Europäisches Russland.